# 库桑河
库桑河（法語：Cousin，法語發音：[kuzɛ̃] ⓘ）是法国勃艮第-弗朗什-孔泰大区约讷省与科多尔省的河流，是屈爾河的右支流，长66.7千米，发源自莫尔旺地区尚波，于日夫里流入屈尔河。